# Greatest Hits (album Depeche Mode)
Greatest Hits – czwarta kompilacja brytyjskiej grupy muzycznej Depeche Mode, wydana przez Amiga Records w 1987, tylko w NRD.
Na albumie znalazły się utwory z singli promujących wcześniejsze albumy zespołu. Jest to zbiór najlepszych utworów grupy według wytwórni Sire, oraz amerykańskich rozgłośni radiowych. Album jest niemiecką wersją angielskiego The Singles 81→85 oraz amerykańskiego Catching Up with Depeche Mode. Album wydano na płycie winylowej (12”) i kasecie magnetofonowej.

## LP
1. „Shake the Disease” – 4:45
2. „A Question of Lust” – 4:24
3. „It's Called a Heart” – 3:45
4. „Blasphemous Rumours” – 5:06
5. „Everything Counts” – 3:57
6. „People Are People” – 3:43
7. „Master and Servant” – 3:50
8. „Something to Do” – 3:44
9. „Stripped” – 4:13
10. „Here is the House” – 4:16
11. „It Doesn't Matter” – 4:45
12. „It Doesn't Matter Two” – 2:49

## MC

### Strona A
1. „Shake the Disease” – 4:45
2. „A Question of Lust” – 4:24
3. „It's Called a Heart” – 3:45
4. „Blasphemous Rumours” – 5:06
5. „Everything Counts” – 3:57
6. „People Are People” – 3:43

### Strona B
1. „Master and Servant” – 3:50
2. „Something to Do” – 3:44
3. „Stripped” – 4:13
4. „Here is the House” – 4:16
5. „It Doesn't Matter” – 4:45
6. „It Doesn't Matter Two” – 2:49